# Matti Sulamaa
Matti Veikko Sulamaa, född 30 maj 1910 i Pälkäne, död 1 augusti 1988 i Helsingfors, var en finländsk kirurg.
Sulamaa blev medicine och kirurgie doktor 1942 samt specialist i kirurgi 1941 och i barnkirurgi 1951. Han verkade 1958–1973 som avdelningsöverläkare vid avdelningen för barnkirurgi vid Barnkliniken vid Helsingfors universitetscentralsjukhus. Han var 1950–1973 docent i kirurgi vid Helsingfors universitet.
Sulamaa är känd som grundare av och banbrytare för barnkirurgin i Finland. Han verkade över ett brett fält, som omfattade thoraxkirurgi, abdominalkirurgi och ortopedi. Speciellt intresse ägnade han operativ behandling av medfödda missbildningar.
Sulamaa var internationellt känd och belönades 1973 med den allra högst värderade internationella barnkirurgiska utmärkelsen, Denis Brownes guldmedalj. Till hans 63-årsdag grundades Finlands barnkirurgiska förening Sulamaaseura, och Sulamaa kallades till dess hedersordförande. Han var 1966–1980 ordförande för Unicef i Finland. Professors titel förlänades han 1965. År 1971 utgav han sina memoarer, Veitsellä ja sydämellä.